# Topkaralı
Topkaralı ist ein Dorf (Köy) im Landkreis Karaisalı der türkischen Provinz Adana mit 80 Einwohnern (Stand: Ende 2024). Im Jahr 2011 hatte der Ort 91 Einwohner.